# جزيرة ميسول
جزيرة ميسول هي إحدى الجزر الرئيسية الأربعة في جزر راجا أمبات في مقاطعة بابوا الغربية في إندونيسيا. مساحتها 2034 كم² وأعلى نقطة فيها تبلغ 535 متراً فوق مستوى سطح البحر. أكبر مدن الجزيرة هي مدينة وايغاما الواقعة على ساحل الجزيرة الشمالي، ثم مدينة ليلينتا.

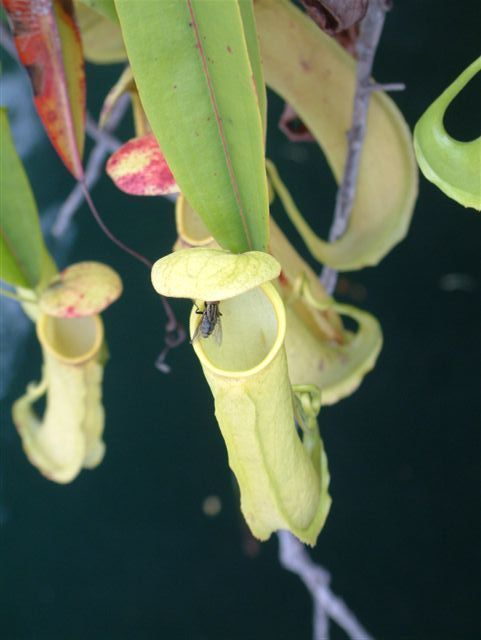
فخ لنبات الإبريق من نوع Nepenthes sp. الموجود في جزيرة ميسول

## التنوع البيئي
تتوفر في الجزيرة الثدييات التالية:
- Echymipera kalubu
- Echymipera rufescens
- Dorcopsis muelleri
- Phalanger orientalis
- Spilocuscus maculatus
- Petaurus breviceps
- Macroglossus minimus
- Melanotaenia misoolensis
- Nyctimene aello
- Pteropus conspicillatus
- Asellicus tricuspidatus
- Pipistrellus papuanus